# Ридзинкі
Ридзинкі (пол. Rydzynki) — село в Польщі, у гміні Тушин Лодзький-Східного повіту Лодзинського воєводства.
Населення — 256 осіб (2011).

## Демографія
Демографічна структура станом на 31 березня 2011 року:
|          | Загалом | Допрацездатний вік | Працездатний вік | Постпрацездатний вік |
| -------- | ------- | ------------------ | ---------------- | -------------------- |
| Чоловіки | 137     | 24                 | 95               | 18                   |
| Жінки    | 119     | 16                 | 65               | 38                   |
| Разом    | 256     | 40                 | 160              | 56                   |